# Pearl Mackie
Pearl Mackie, född 29 maj 1987 i Brixton, London är en brittisk skådespelerska.

## Rollista i urval
- 2013 – Svengali
- 2017 – Doctor Who (TV-serie)
- 2020 – Friday Night Dinner (TV-serie)
- 2020 – Horizon Line
- 2023 – Den charmerande Tom Jones (TV-serie)
- 2023–  – The Diplomat (TV-serie)